# Patrick Derdak
Patrick Derdak (* 16. Februar 1990 in Baden, Österreich) ist ein österreichischer Fußballspieler.

## Karriere

### Vereine
Derdak spielte in der Jugend für den SC Neudörfl und den ASK Marz, bevor er 2007 zum SC Neusiedl wechselte. Dort erzielte er neun Treffer in elf Spielen für die A-Junioren und kam zudem 25 Mal in der österreichischen Regionalliga Ost zum Einsatz. Seine guten Leistungen ließen Werder Bremen aufmerksam werden und er wechselte im Sommer 2008 nach Bremen. In der A-Jugend-Bundesliga 2008/09 gewannen die Bremer die Staffel Nord/Nordost, scheiterten dann jedoch im Halbfinale am späteren deutschen Meister 1. FSV Mainz 05.
In der Saison 2009/10 gehört er zum Kader des U23-Teams von Werder Bremen, das in der 3. Liga spielt. Sein Profi-Debüt gab er am 30. Oktober 2009 (15. Spieltag) beim 1:0-Erfolg über den VfB Stuttgart II, als er in der 21. Minute für Nicolas Feldhahn eingewechselt wurde.
Kurz vor Beginn der Saison 2010/11 wechselte er zum österreichischen Bundesligisten LASK Linz und erlebte eine ambivalente Spielzeit. In der ersten Mannschaft wurde er in lediglich vier Partien eingesetzt und stieg am Ende der Saison mit seinem Team ab in die Erste Liga. Sein Debüt für die Linzer gab er am 25. Juli 2010 (2. Spieltag) mit seiner Einwechslung in der 70. Minute bei der 3:4-Niederlage gegen den FK Austria Wien. Gegensätzlich lief es für Derdak in der zweiten Mannschaft, die in der Regionalliga Mitte spielte, dort kam er in dieser Saison zu 16 Einsätzen, in denen er sechs Treffer erzielen konnte. Ein persönliches Highlight war dabei sein Dreierpack beim 4:1-Erfolg über den SAK Klagenfurt am 6. März 2011. Am Ende der Saison stand zudem die Regionalliga-Meisterschaft der LASK Juniors genannten zweiten Mannschaft. Am Ende der Saison gab der LASK Linz bekannt, dass man nicht mehr mit Derdak plane.
Im Sommer 2011 wechselte er zurück zu seinem Stammverein SC Neusiedl am See in die Regionalliga Ost. Nach nur einem Jahr schloss er sich zur Saison 2012/13 dem Ligakonkurrenten Wiener Sportklub an.

### Nationalmannschaft
Derdak wurde je zweimal in der U-18- und der U-19-Nationalmannschaft Österreichs eingesetzt und erzielte dabei für jede Altersklasse ein Tor.